# 카이바 세토
카이바 세토(海馬瀬人)는 유희왕 또는 유희왕 듀얼몬스터즈의 등장인물으로, 한국판 명칭은 카이바이다.

## 소개
성우 - 츠다 켄지로 / 장성호 (현재)
카이바 코퍼레이션(KC)의 사장으로, 무토우 유우기의 라이벌 관계이다. 고고학이나 역사학에는 관심이 없으나, 계산적인 분야에 타고난 소질이 있다. 항상 냉정함을 유지하나, 무토우 유우기의 협력적 경쟁 관계에 있다. 유희왕 GX에서도 사장으로 나오며, 그와 닮은 카아바 맨이라는 사람도 나왔다. 주로 사용하는 카드는 [푸른 눈의 백룡]으로, 주 사용 덱은 파워 덱이다. 죠노우치 카츠야를 항상 범골이라고 부른다.